# 구 대만 달러
구 대만 달러(영어: Old Taiwan dollar 올드 타이완 달러[*], 중국어 간체자: 旧台币, 정체자: 舊臺幣, 병음: Jiùtáibì 주타이비[*], 한자음: 구대폐)는 중국 국민당이 대만을 접수한 뒤 1946년에 일본 엔과 1:1 페그되어있던 기존의 대만 엔에서 전환한 통화이다. 1949년에 일어난 국부천대의 여파에 따라 초인플레이션이 발생하자 신 대만 달러로 전환되었다.

## 같이 보기
- 중화민국의 경제
- 대만의 역사
- 중화민국의 역사
- 대만 문제
- 신 대만 달러